# Yellow Planet
«Yellow Planet» (укр. «Жовта планета») — вісімнадцята серія тридцять шостого сезону мультсеріалу «Сімпсони», прем'єра якої відбулась 22 квітня 2025 року на стримінґовій платформі «Disney+».

## Сюжет
На екрані з'явиться логотип стрімінг-платформи «Disney+ size». «Глядач» вибирає розділ «Nat-Gee-D'oh», після чого розпочинається документалка про покидьків тваринного світу «Yellow Planet»…
Першим видами, яких представляють, є білуха (Гомер) і нарвал (Мардж). Коли арктичне літо наближається до кінця, вони розлучаються, оскільки належать до різних видів. Нарвал обіцяє білусі, що ніколи його не забуде. Друзі Гомера запитують, що вони робили разом, про що той починає радо співати. Водночас Мардж зрікається, що більше ніколи його не побачить білуху.
Наступними тваринами є морські ігуани. Самиця наражає своє потомство на небезпеку, відклавши яйця на найнебезпечнішому пляжі у світі. Коли діти вилуплюються, вчителі (Чалмерз і Скіннер), які збирають молодняк, щоб навчити його виживати. Перше завдання — дістатися до безпечного місця на скелях, на яких вони стоять, повз змій. Ігуани Нельсон і Барт вирішують кинути своїх співбратів зміям, а самі тим часом пробратися. Зрештою, Барт перемагає й отримує приз — ціле життя на скелі із вчителями. Переможець вирішує кинутися на поталу зміям…
Тим часом Білуха Гомер сумує за своєю нарвалом Мардж. Зграя риб, схожих на Мо, радить Гомеру боротися за своє щастя, і білуха вирушає на пошуки коханої.
Далі показано, як у тропічному лісі мандрил (Нед Фландерс) живе зі своєю родиною. Коли оператор фільма підходить, його сини запитують, чи походять від них люди? Нед заперечує це кажучи, що вони створені за образом Божим. Коли Род і Тодд ставлять під сумнів подальші запитання, Нед заявляє, що відтепер вони будуть навчатися лазити на деревах. Його сини намагаються ходити на двох ногах, як люди, за що Нед знову їх сварить.
Тим часом в Арктиці Нарвали досягають місця призначення. Тоді білуха знаходить свою кохану. Її батько (Райнер Вульфкасл) запитує, чому Мардж весь час залишалася з ним. Гомер каже, що залишив свою зграю, коли її вбили косатки. Вульфкасл дозволяє йому приєднатися до зграї.
Щоб вразити Мардж, Гомер відводить її на глибоководдя, де насправді ніколи не плавав. Однак, білуха починає здуватися через тиск, тому нарвал знову надуває його, поцілувавши через їхнє дихальце.
Далі, у Південній Африці зяблик, схожа на Лісу, навчає інших, як ефективніше викопувати мурах з нір за допомогою гілочки. Інші зяблики вдячні їй та будують із блювотиння наукову будівлю для Ліси. Невдовзі чути крики про допомогу — всі мурахи та дерева зникли, бо зяблики їх з'їли та використали. Тоді зяблии випробовують щастя, переїхавши центру видачі замовлень «Amazon».
Наступні тварини, яких показують, — це подружжя богомолів (Кірк і Луанн ван Гутени). Самець знаходить самку, яка їсть іншого самця, і скаржиться, що колеги сміються з нього за те, що той нічого не отримує. Вона погоджується й одразу ж обезголовлює самця перед сексом.
Тим часом білуха і нарвал діляться знайденою їжею зі згаєю й оголошують про свій шлюб. Мардж вихваляє чесність Гомера. Однак, тієї миті прибувають старі товариші білухи та викривають його брехню — зграю ніколи не забивали. Нарвали обурюються і залишають Гомера наодинці із брехнею.
Нарвал Мардж засмучена тим, що сталося. Після розмови з матір'ю, яка зізнається, що свого часу зрадила своєму коханню на користь батьків, Мардж вирішує не здаватися та відшукати Гомера. Вона зустрічає риб Мо, що розповідають їй, що білуха вирушив до аквапарку.
Там Гомер як покарання собі за брехню влаштовує сумні шоу в парку. Раптом він чує виття нарвала. Мардж кличе його і дає йому ще один шанс. Він намагається стрибнути через басейн, але зазнає невдачі та вбиває інструктора. Тоді його транспортують в океан з допомогою гелікоптера.
У фінальній сцені через п'ятнадцять місяців, у білухи і нарвала народжується спільне дитинча (Меґґі), що створює новий вид — китеня із шипами.

## Виробництво
У листопаді 2024 року давня акторка озвучування «Сімпсонів» Памела Гейден заявила, що йде у відставку від роботи в мультсеріалі. Оскільки дана серія належить до 35ABF-циклу, вона є фінальною серією, в якій Гейден озвучувала персонажів в серіалі.

## Культурні відсилання та цікаві факти
- Серія є пародією на документальний фільм 2001 року «Blue Planet» (укр. «Блакитна планета»), а також — на документалки «National Geographic»[3][4].
  - Епізод вийшов 22 квітня , в день Землі[4].
  - Серія схожа до епізода «Naturama» 7 сезона серіалу «Футурама», де персонажів так само зображено як тварин[5].

## Ставлення критиків і глядачів
Джон Шварц із сайту «Bubbleblabber» оцінив серію на 7,5/10, сказавши, що це «солідна серія „Сімпсонів“, яка, ймовірно, чудово спрацювала, як би вийшла на телебаченні».
Водночас на сайті «Me Blog Write Good» відзначили, що:
|  | Це та сама історія, наповнена тропами, яку ви бачили в мільйоні різних фільмів і телешоу, але кожен є морською істотою! Це щось, чи не так? Невже ця абсолютно інертна розповідь справді варта того, щоб витрачати час відділу анімації на створення всіх цих нових дизайнів персонажів і ресурсів? Я [цього] просто не розумію (…) Сюжетна лінія Гомера і Мардж така шаблонна і нудна, оскільки Мардж знаходить Гомера в добровільному полоні в аквапарку, із проханням повернути до неї втрачене кохання. |